# Pseudoeurycea praecellens
Pseudoeurycea praecellens és una espècie d'amfibi urodel (salamandres) de la família Plethodontidae. És endèmica de Mèxic.
El seu hàbitat natural són els boscos tropicals o subtropicals a baixa altitud. Està amenaçada d'extinció a causa de la destrucció del seu hàbitat.